# Centro multinazionale di coordinamento medico/Comando medico europeo
Il Centro multinazionale di coordinamento medico-Europa/Comando medico europeo (acronimo: MMCC-E/EMC, dall'inglese Multinational Medical Coordination Centre-Europe/European Medical Command) è un centro di coordinamento medico a supporto dei servizi medici europei. È direttamente subordinato al comando del servizio medico congiunto dell'esercito tedesco e al chirurgo generale tedesco. È stato costituito il 1º aprile 2018 nella caserma del Reno, a Coblenza, in Germania, dove ha anche il suo quartier generale.

## Storia
Il 2 maggio 2017 i chirurghi generali di otto stati europei membri della NATO hanno firmato un documento fondamentale per una cooperazione intensificata e sostenibile nel contesto del supporto medico. Dopo la firma di questa dichiarazione di intenti durante la cerimonia di posa della prima pietra presso la fortezza di Ehrenbreitstein a Coblenza, sarebbe stata costituita un'unità collettiva di pianificazione e coordinamento per le forze armate europee: il Centro multinazionale di coordinamento medico. Per sostenere la collaborazione dei comandi medici a livello multinazionale in modo efficace, questo centro di coordinamento multinazionale è stato istituito sotto la direzione principale del comando del servizio medico congiunto delle forze armate tedesche ed è gestito insieme a tutte le nazioni partecipanti. Il dipartimento con personale multinazionale ha iniziato a funzionare nell'aprile 2018.
Nell’anno successivo è stata intensificata la collaborazione con il Centro di Eccellenza in Medicina Militare (MilMedCoE) in alcuni ambiti. Inoltre, il British Defense Medical Service (DMS) si è unito all'MMCC come nono membro.
Nel 2019 è stato deciso che il progetto PESCO del Comando medico europeo (EMC) collaborasse con l'MMCC, su iniziativa del direttore del servizio sanitario dell'esercito tedesco. Ciò ha comportato la fusione virtuale dei due progetti in un'unica entità e la creazione simultanea di personale per entrambi, seguendo il motto "due iniziative – un compito". Di conseguenza, è stato formato l'MMCC/EMC, che ha celebrato la sua capacità operativa iniziale (IOC) il 3 e 4 settembre con una cerimonia di apertura presso la fortezza di Ehrenbreitstein e la caserma del Reno, entrambe a Coblenza, in Germania. Qui, i comandanti dei servizi medici militari di 14 nazioni hanno firmato una dichiarazione che unisce entrambe le organizzazioni, MMCC (NATO) ed EMC (UE/PESCO), in una sola: MMCC/EMC, a dimostrazione della crescente cooperazione tra la NATO e l'UE.
A seguito della firma della Dichiarazione di capacità operativa iniziale del MMCC/EMC durante la plenaria COMEDs a Bruxelles il 27 novembre 2019, la Slovacchia è diventata la quindicesima nazione membro. Nel corso del 2020, anche Polonia, Spagna e Lituania hanno firmato la Dichiarazione sulla capacità operativa iniziale del MMCC/EMC, per cui attualmente 18 nazioni sono Stati membri del MMCC/EMC.
Grazie al recente accordo con l'esercito degli Stati Uniti, il Centro multinazionale di coordinamento medico/Comando medico europeo (MMCC/EMC) ha rafforzato ulteriormente la sua rete di contatti internazionali. L'11 maggio 2021 il comandante della 30ª brigata medica, colonnello Jason Wieman, e il direttore generale del MMCC/EMC, dottor Stefan Kowitz, hanno firmato il protocollo per l'assegnazione di un ufficiale di collegamento per l'Europa e l'Africa dell'Esercito degli Stati Uniti (USAREUR-AF) presso il MMCC/EMC a Coblenza.
La piena capacità operativa (FOC) del MMCC/EMC è stata firmata dalle nazioni partecipanti durante la plenaria COMEDS della NATO tenutasi a Madrid il 30 maggio 2022.
Nell’agosto 2022 il MMCC/EMC ha continuato a consolidare la propria rete di punti di contatto internazionali attraverso un accordo con la Confédération Interalliée des Officiers Médicaux de Réserve (CIOMR).
Attraverso una serie di esercitazioni di simulazione di servizi medici (Medical Wargamings), MMCC/EMC si è guadagnato una solida reputazione. Pertanto, ha assunto un ruolo influente nello sviluppo concettuale del trasporto dei pazienti dalle zone di conflitto; i paesi membri hanno recentemente discusso quale ruolo il MMCC/EMC potrebbe svolgere in futuro in questo contesto.
L'esercitazione del MMCC–E “Casualty Move 2024" (CAMO24), attualmente in fase di sviluppo, si baserà su un importante scenario di operazione congiunta con l’attivazione delle clausole di difesa collettiva e di mutua assistenza per formare i livelli nazionali di gestione delle crisi sanitarie sul flusso di pazienti in massa, con la prospettiva di un rafforzamento del sistema civile-militare cooperazione.
Nell’autunno 2023 i rappresentanti delle nazioni partecipanti al MMCC/EMC hanno deciso di cambiare il nome in “Centro di coordinamento medico multinazionale – Europa”, in breve “MMCC-E”.

## Missione
La missione principale del MMCC-E/EMC è la creazione delle condizioni necessarie per il supporto medico multinazionale delle Forze Armate nell’ambito della loro vasta gamma di compiti, sostenendo il già crescente sviluppo verso una maggiore cooperazione internazionale. Funziona anche come catalizzatore per il campo del miglioramento delle capacità.
I compiti specifici includono:
- Creazione di una rete di risparmio di risorse di specialisti esistenti e nuovi e rispettivamente coordinamento di questo hub;
- Mantenimento di una funzione di coordinamento nel potenziamento delle capacità multinazionali nell'ambito del Framework Nations Concept Cluster Medical Support;
- Collaborare con unità militari e dipartimenti della NATO, con l'Unione europea e con altre organizzazioni e task force nazionali e internazionali per il potenziamento delle capacità mediche[7][8], nonché per la creazione di formazioni più grandi[9].

## Stati partecipanti
Sono attualmente diciotto gli stati partecipanti, di cui quattordici nell'ambito del progetto della Cooperazione strutturata permanente dell'Unione europea (segnati con un asterisco):
- Belgio*
- Estonia*
- Francia*
- Germania*
- Grecia
- Italia*
- Lituania
- Lussemburgo*
- Norvegia
- Paesi Bassi*
- Polonia*
- Regno Unito
- Rep. Ceca*
- Romania*
- Slovacchia*
- Spagna*
- Svezia*
- Ungheria*

## Struttura
Direttore del MMCC-E/EMC
- Direzione
  - Vicedirettore per gli affari della NATO
  - Vicedirettore per gli affari dell'UE
  - Ufficiale esecutivo
    - Elemento di coordinamento e supporto
    - Reparto operazioni e piani
    - Reparto esercitazioni
    - Reparto logistica medica
    - Reparto telemedicina e CBRN
    - Reparto consapevolezza situazionale medica e interfaccia civile-militare

## Comando
| no. | Nome                                   | Paese    | Inizio incarico | Fine incarico |
| --- | -------------------------------------- | -------- | --------------- | ------------- |
| 1   | Generale di brigata (MD) Bruno Most    | Germania | aprile 2018     | luglio 2019   |
| 2   | Generale di brigata (MD) Stefan Kowitz | Germania | agosto 2019     | in carica     |

| no. | Nome                        | Paese       | Inizio incarico | Fine incarico |
| --- | --------------------------- | ----------- | --------------- | ------------- |
| 1   | Colonnello Jürgen Muntenaar | Paesi Bassi | maggio 2021     | in carica     |

| no. | Nome                             | Paese   | Inizio incarico | Fine incarico |
| --- | -------------------------------- | ------- | --------------- | ------------- |
| 1   | Colonnello (MD) Thierry Lanteri  | Francia | settembre 2020  | agosto 2022   |
| 2   | Colonnello (MD) David Lacassagne | Francia | settembre 2022  | in carica     |

| no. | Nome                                | Paese    | Inizio incarico  | Fine incarico    |
| --- | ----------------------------------- | -------- | ---------------- | ---------------- |
| 1   | Colonnello (MD) Egon Ritter         | Germania | aprile 2018      | luglio 2018      |
| 2   | Tenente colonnello Alexander Jäckel | Germania | agosto 2018      | ottobre 2019     |
| 3   | Colonnello (GS) Jochen Thumser      | Germania | novembre 2019    | 18 dicembre 2023 |
| 4   | Colonnello Andreas Klaus Godau      | Germania | 19 dicembre 2023 | in carica        |